# Ateneu Barcelonès
L'Ateneu Barcelonès és una associació fundada a Barcelona el 1860 i actualment ubicada al Palau Savassona, on es duen a terme més de vuit-centes activitats culturals cada any, entre conferències, recitals poètics, concerts, presentacions de llibres, etc., generalment obertes a tota la ciutat. L'any 1983 se li concedí la Creu de Sant Jordi i el gener del 2007 va rebre la Medalla d'Or al Mèrit Cultural de l'Ajuntament de Barcelona.
Personalitats molt significatives del país n'han ocupat la presidència en diversos moments, entre els quals podem destacar: Àngel Guimerà, Valentí Almirall, Lluís Domènech i Montaner, Bartomeu Robert, Joan Maragall, Pompeu Fabra, Lluís Nicolau d'Olwer, Eduard Fontserè i Riba, Amadeu Hurtado i Miró, Heribert Barrera, etc. La seva actual presidenta és Isona Passola, que substituí l'historiador Jordi Casassas el febrer del 2021.

## Història

### Inicis, Restauració i República
Inicialment es va fundar el 1860 sota el nom d'Ateneu Català (també conegut per Ateneo Catalán), entitat presidida per primer cop per Joan Agell i Torrents i amb Manuel Milà i Fontanals com a bibliotecari. Posteriorment, l'11 d'abril del 1872 es va fusionar amb el Casino Mercantil Barcelonès (fundat el 1869 i també conegut per Centro Mercantil Barcelonés), una entitat cultural i recreativa, i d'aquesta manera va sorgir l'actual Ateneu Barcelonès. El primer president de la nova entitat fou Manuel Duran i Bas, que va concentrar-hi un important nucli de personatges conservadors. Les primeres seccions de l'entitat foren: Ciències Morals, Econòmiques, Físiques, Agricultura, Indústria, Literatura i Belles Arts. Aquest període inicial fins al 1895 (coincident a grans trets amb el de la Restauració) fou el de major incidència en la vida pública catalana.

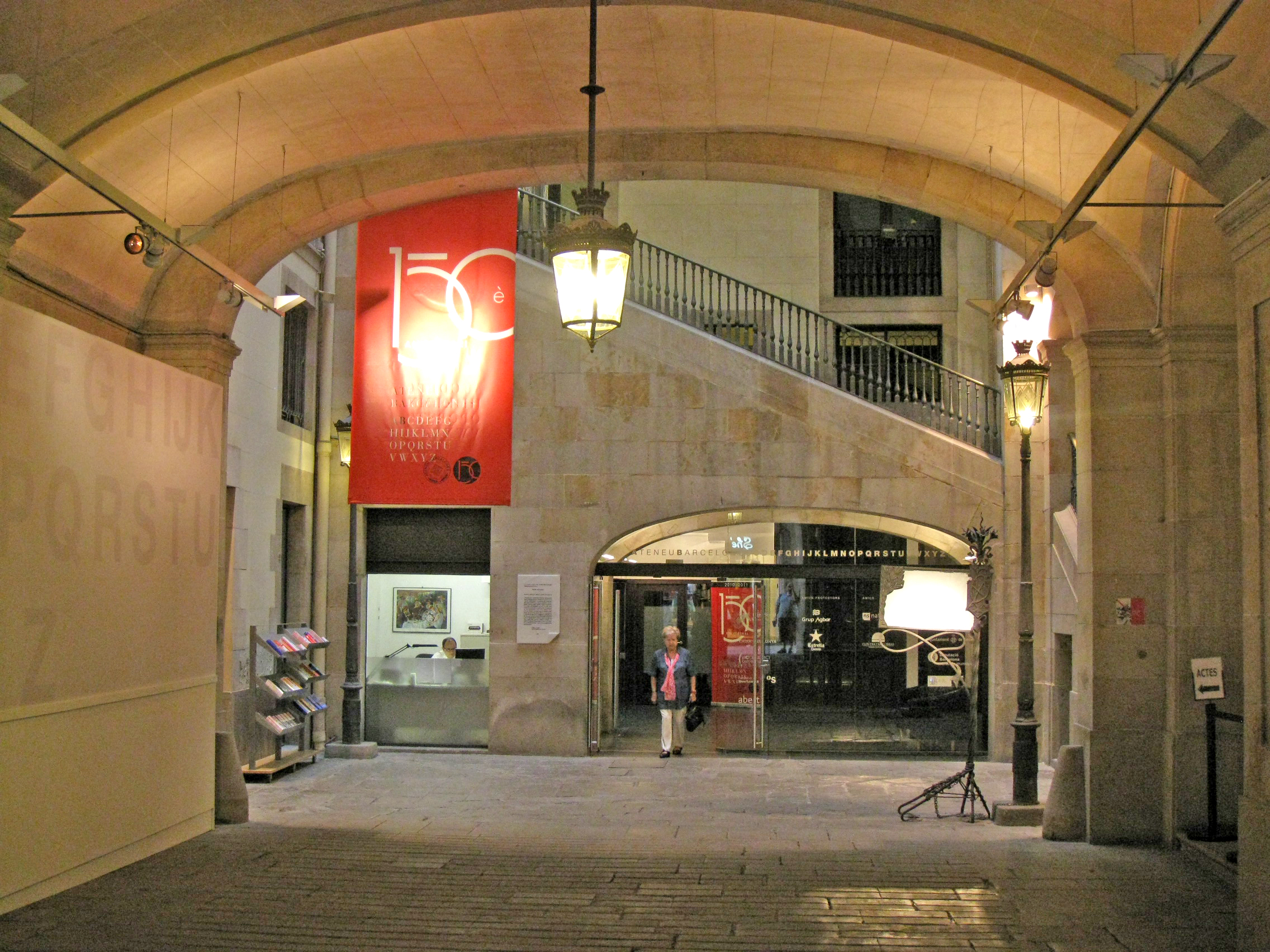
Pati d'entrada el 2011, amb el cartell del 150è aniversari de l'Ateneu

Ja des dels seus inicis va gaudir d'una gran fama com a centre promotor de la cultura: va promoure importants conferències, va organitzar cursos de formació propis; va pagar diversos premis com ara els dels Jocs Florals (i altres competicions); durant un temps va publicar el seu Butlletí; acollí penyes artístiques o literàries, etc.
El discurs inaugural La llengua catalana del nou president Àngel Guimerà el 30 de novembre del 1895 va suposar la catalanització definitiva de l'ateneu. A partir de llavors l'entitat va esdevenir un dels centres del catalanisme polític que culminaria amb la fundació de la Lliga Regionalista el 1901. El 1903 s'hi van fundar els Estudis Universitaris Catalans, que van ser el bressol de la universitat catalana i de l'Institut d'Estudis Catalans.

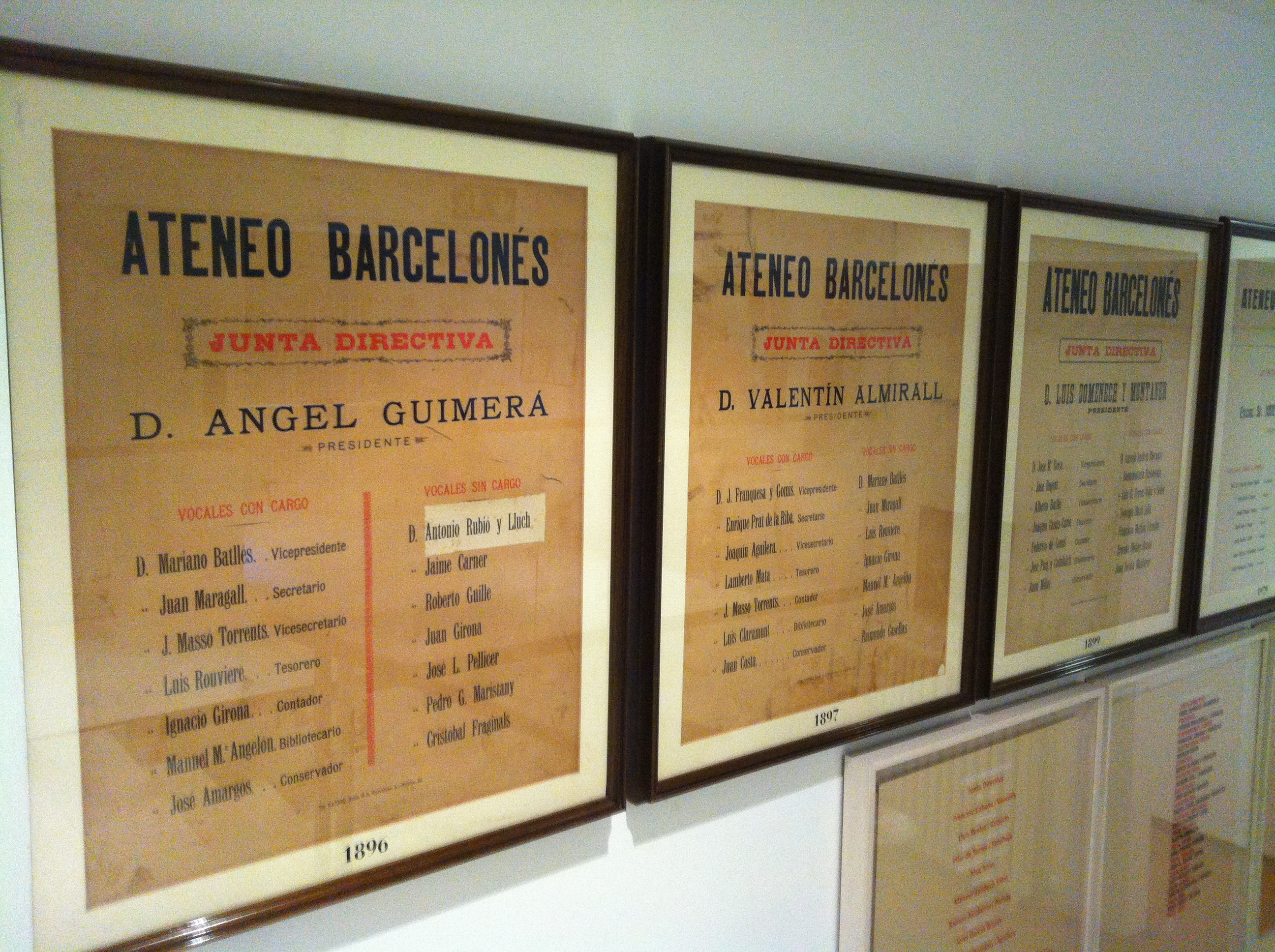
Juntes directives històriques de l'Ateneu Barcelonès

El 1906 l'Ateneu va inaugurar com a nou local el Palau Savassona al carrer de la Canuda, que encara avui és la seu de l'entitat més de cent anys després.
Durant les primeres tres dècades del nou segle XX l'activitat de l'Ateneu Barcelonès va estar molt mediatitzada pels debats de les diverses penyes de socis, sobretot la formada al voltant de Quim Borralleras, de la qual va sortir la iniciativa del Premi Crexells de literatura.
Durant la Dictadura de Primo de Rivera, i amb la Mancomunitat de Catalunya desballestada, l’Ateneu va recuperar el seu paper com a recer de la cultura catalana i des de les seves penyes van sorgir projectes com Mirador (revista) i El Be Negre. Cap a finals de la dècada del 1920 i sota la presidència de Pere Coromines, l’Ateneu recuperà una intensa activitat fins a la proclamació de la Segona República espanyola. A partir d’aquest moment, la vida de l’entitat al llarg dels anys republicans, es va anar polititzant cada cop més, fins a implicar-se en la demanda de llibertats públiques o en el moviment social a favor de l’amnistia dels presos polítics, entre els quals s'hi comptaven alguns socis.
El juliol del 1936, en esclatar la Guerra Civil espanyola, l’Ateneu fou ocupat per les Joventuts Llibertàries de Catalunya, però aleshores el seu tresorer, Josep Tarradellas, conseller de Cultura del govern de la Generalitat de Catalunya, es va preocupar de salvaguardar-lo.
El 1937, l’Ateneu va passar a mans de la Generalitat per la seva significació cultural; d’aquesta manera la biblioteca esdevingué pública, sota la tutela de la Biblioteca de Catalunya i de la Direcció del Servei de Biblioteques Populars. Davant la imminència de l’arribada de les tropes franquistes a Barcelona, la titularitat de l’Ateneu fou retornada als antics socis pel perill que representava la dependència de la Generalitat, condemnada a desaparèixer.
Si abans de la guerra participaren de la vida ateneística moltes figures de primera línia de la política i la cultura catalanes, només alguns noms destacats com J.V. Foix, Josep Maria López-Picó, Carles Fages de Climent, Martí de Riquer, Carles Sentís, Joaquim Casas-Carbó, Pere Rahola, Ramon Fontserè, Lluís Duran i Ventosa, Aureli Capmany, Sebastià Juan Arbó o Octavi Saltor continuaren vinculats a l’Ateneu a partir d’aquell moment, tot i que pocs anys després, Josep Maria de Sagarra i Agustí Esclasans tornarien a donar-se d’alta.

### Dictadura
L’endemà de l’ocupació de Barcelona per l’exèrcit franquista, el 27 de gener del 1939, un escamot falangista, encapçalat pels socis Carles Fages de Climent i Eloi Robusté Rosés, prengué possessió del palau Savassona i l’entitat fou clausurada. No tots els vencedors tenien la mateixa idea de què fer amb l’Ateneu i alguns testimonis assenyalen el paper decisiu del nucli que havia impulsat la revista Destino (revista) a Burgos, i molt especialment Joan Ramon Masoliver, home fort de Dionisio Ridruejo, cap nacional de Propaganda. El panorama començà a aclarir-se a finals de març, amb l’aprovació, a instàncies del coronel en cap dels Servicios de Ocupación, Álvarez Arenas, d’una Junta directiva per a reprendre'n l’activitat. Sota el mandat del nou president, el general Ignasi Maria Despujol, s'inicià un procés de depuració dels socis, del personal de l'entitat i de la biblioteca, se suspengueren les seccions i es lliuraren els llibres d'actes i altra documentació a la Delegación del Estado para la Recuperación de Documentos, amb finalitat repressora. També se'n va demanar l’ingrés de les biblioteques requisades de molts socis que havien fugit a l’exili, així com també el lliurament a les autoritats militars de la correspondència privada que es guardava a l’Ateneu dels socis depurats, com ara Pompeu Fabra, Aurora Bertrana, Antoni Rovira i Virgili o Francesc Pujols.
De les biblioteques particulars confiscades que s'hi van ingressar en dipòsit destaquen la de Just Cabot (1898-1961) i la de Pere Coromines (1870-1939). La biblioteca Cabot havia estat confiscada el 1939 pel Frente de Juventudes, i després de moltes gestions perquè no anés a parar a Madrid, es va incorporar a l’Ateneu l’abril del 1940, i fou retornada a la seva vídua a finals de la dècada del 1970. Actualment, els seus exemplars es troben dispersos entre la Biblioteca de Montserrat i la Biblioteca de Catalunya. En paral·lel, l’Ateneu va fer gestions per a l’obtenció de la biblioteca Pere Coromines. L’ingrés del fons, d’uns 650 volums, es va fer efectiu el 7 de maig del 1941 i el 5 de maig del 1954 es retornà, completa, a Joan Coromines.
El 7 de maig del 1939, el diari La Vanguardia donava notícia de la depuració de la biblioteca de l’Ateneu: «(...) han quedado restablecidos todos los Servicios de la prestigiosa entidad barcelonesa y en primer lugar los de la Biblioteca, que desde ayer ha quedado abierta y a disposición de los socios, después de una rigorosa depuración a la que ha sido sometida reparando, de acuerdo con las instruccions dictadas por la Superioridad, las obras de tendencia marxista, comunista y separatista». La setmana següent, després de la dimissió de Despujol per motius personals, la presidència passà a mans del poeta Luys Santa Marina, falangista camisa vieja, participant de la insurrecció del 19 de juliol, que va passar bona part del conflicte empresonat i va salvar la vida gràcies als indults de les autoritats republicanes, concedits per les bones relacions personals que mantenia amb escriptors catalanistes com Josep Janés. La seva presidència, que durà fins al 1952, coincidí amb la postguerra més dura i l'aïllament internacional del règim, on els falangistes tenien una presència destacada.
La presidència de Pere Gual Villalbí (1952-1962) correspon a l’etapa en què el règim adoptà una certa permissivitat, i s'esdevingueren alguns intents de recuperar autors i idees del passat conservador que no topen amb la dictadura. La tercera etapa fou la de la presidència d'Ignasi Agustí, en què esclataren les contradiccions entre la capacitat de diàleg i de discussió que haurien de ser propis d’entitats com l’Ateneu, que començà obrir-se tímidament, i els límits marcats per les autoritats. Finalment, la presidència d'Andreu Brugués, a partir del 1971, marcà clarament la força de la renovació i les dificultats pròpies dels darrers anys del franquisme, que tenien en el món cultural una de les seves màximes expressions. La transició democràtica fou un marc propici per assolir l’anhelada democratització de l’Ateneu, que va culminar amb l’aprovació de nous estatuts el 1977, que restabliren el català com a llengua oficial i el sistema d’elecció de la junta directiva per votació dels socis i no per compromissaris com s'havia fet des del 1860, i el retorn de Josep Andreu i Abelló al seu capdavant.

### Democràcia

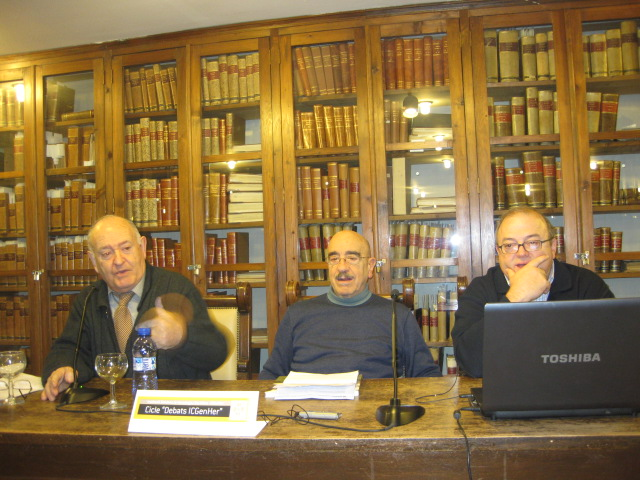
Xerrada d'Armand de Fluvià a l'Ateneu el 2010, durant el cicle de debats de la Institució Catalana de Genealogia i Heràldica

En democràcia, l'Ateneu va iniciar una nova etapa de dinamisme instituint els seus premis culturals: el 1982 va recuperar el Premi Crexells que la dictadura havia suprimit, i el 1989 va crear el premi d'assaig Joaquim Xirau. El 1998 va crear una Escola d'Escriptura i Humanitats.
Essent una entitat en plena recessió a finals del 2003, l’impuls que va aconseguir la Junta directiva elegida en aquell moment, presidida per l’arquitecte Oriol Bohigas, va permetre renovar i modernitzar completament la institució. Una de les primeres iniciatives que es varen prendre va ser recuperar la dotació econòmica per al Premi Crexells, que en la seva 34a edició s'atorga a l’escriptor Joan-Lluís Lluís, recuperant així el seu prestigi.
L’any 2006 marcà el centenari del trasllat de la institució al Palau Savassona i s'inicià un ambiciós projecte de renovació de la biblioteca. Es publicà el llibre L’Ateneu i Barcelona, que recull detalladament la història de l’entitat, i l'Ajuntament de Barcelona donà els noms de dos carrers a dos ateneistes destacats: Francesc Pujols i Josep Pous i Pagès. El 2009 es va reformar la façana de la Plaça de la Vila de Madrid i es van modernitzar la sala Verdaguer i la sala d’Actes (que acabaria rebent el nom del mateix Bohigas). L’Ateneu encarà el seu 150è aniversari l’any 2010 amb un seguit d’actes commemoratius, la instal·lació d’un mural pictòric d'Alfons Borrell a l’entrada de la sala d’actes i la publicació de Testimonis artístics i L’Ateneu Barcelonès: una entitat per al segle XXI. Com a retrospectiva, l’any 2012, s'estrenà el documental Ateneu: la porta de les idees.

## Seu social

### Planta baixa
S'hi accedeix des d'una porta per a carruatges i un vestíbul actualment destinat a projectes expositius i actes de petit format. Inicialment formava part d'un pati al descobert, actualment cobert mitjançant una lluerna. A la banda dreta, hi ha una escala noble, que antigament permetia als antics habitants del palau accedir a la primera planta, que no s'ha de confondre amb l'entresòl. Quan l'Ateneu va adquirir l'edifici, Josep Maria Jujol va obrir un accés des de l'escala noble a l'entresòl, porta més utilitzada actualment, per on s'accedeix al jardí romàntic i a la zona de restauració. Arran de la restauració de 2008 es pot pujar fins a la primera planta, per accedir directament a la biblioteca.
Des de l'entrada també es pot accedir a l'ascensor, un dels primers instal·lats a Barcelona, a principis del segle xx, que encara conserva el seu aspecte original.
- Sala Verdaguer: Petita sala d'actes en forma de ela, ubicada a la planta baixa de l'ateneu. Se solen realitzar conferències i presentacions, així com a tot tipus d'actes culturals de petit format. Anteriorment s'havia fet servir com a zona esportiva de l'associació, on els socis podien accedir a un gimnàs, una sala d'esgrima i una cambra de tir amb arc.[17]

### Entresòl
A l'entresòl de l'edifici es troben la majoria de serveis que van donar a l'entitat la fama de la seva intensa activitat social. Es troben les sales de conversa, la sala de juntes, el bar i els jardins.
- Sales de conversa: Són les sales que han fet famosa a l'entitat, on han tingut lloc converses i tertúlies durant dècades. Cal destacar les columnes i vidrieres, dissenyades per Josep Maria Jujol. Conserven el seu aspecte tradicional, tret de la renovada sala Joaquim Borralleras.

- El jardí: Es tracta d'un jardí que ja es trobava a l'edifici quan va ser adquirit per l'associació. Està format per diversos parterres geomètrics i un estany amb una petita font, on anualment es recrea la tradició de l'ou com balla. Sovint es fan petits concerts de jazz i sessions de cinema.

### Biblioteca

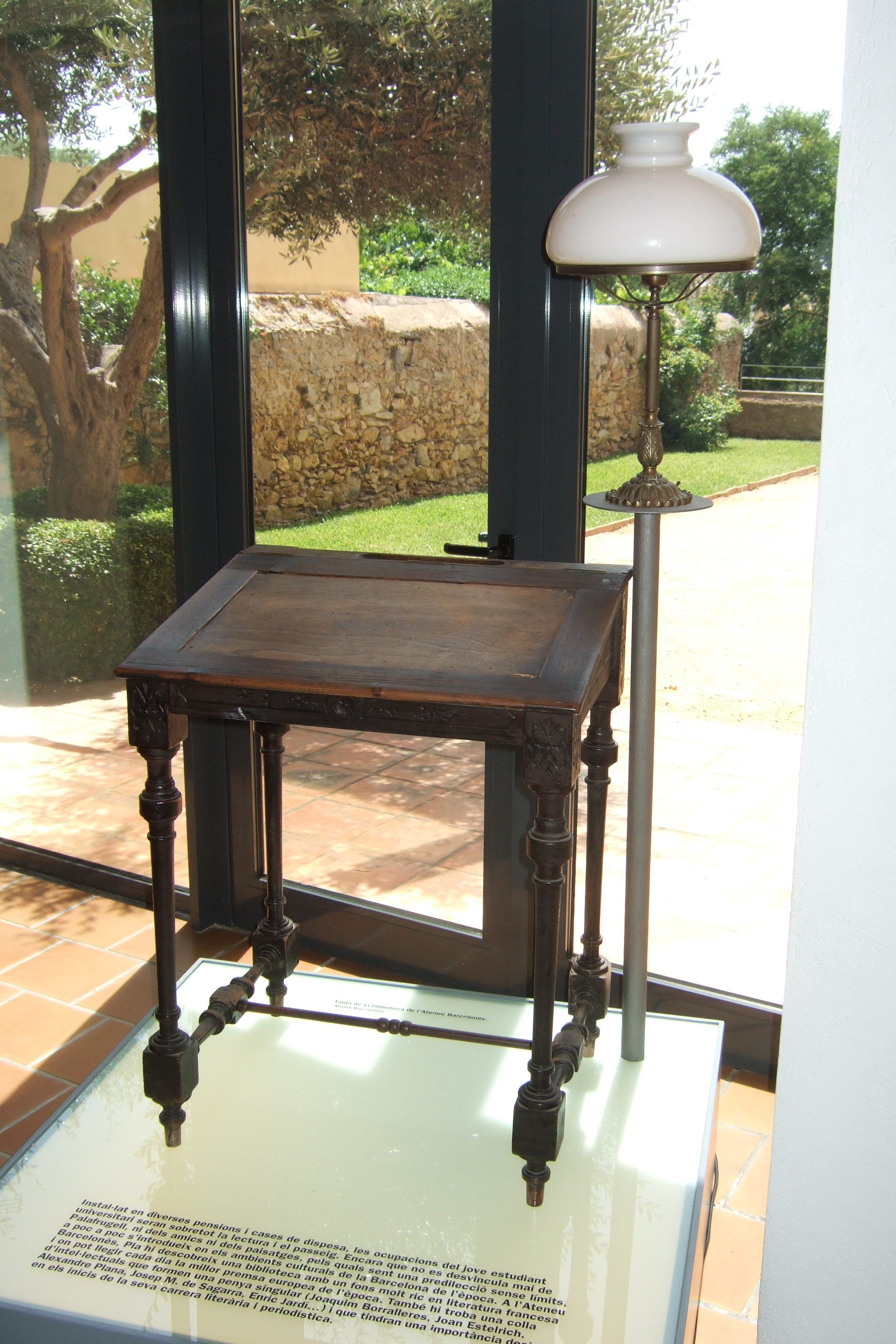
Taula de la biblioteca de l'Ateneu Barcelonès a l'exposició permanent de la Fundació Josep Pla. Josep Pla era assidu de l'Ateneu Barcelonès

Creada l'any 1861, alhora que l'entitat, ha anat acumulant un important i ric fons (5.900 títols l'any 1877, 13.500 el 1887, 19.000 el 1892, 50.000 el 1921, 175.000 el 1969, i el 2007 ja n'aplegava uns 300.000) fins a esdevenir la primera biblioteca privada del país, amb importants col·leccions de revistes i premsa diària. Actualment compta amb gairebé 1.800 títols de revistes vuitcentistes i noucentistes, catalanes, espanyoles i europees, a banda dels fons documentals que es conserven a l’arxiu històric de l'entitat. Cal destacar-ne la col·lecció de reserva manuscrita i impresa, procedent de l’adquisició de biblioteques particulars i de diverses donacions que s'han fet al llarg de la història.
És una de les principals biblioteques receptores dels corrents filosòfics, científics i culturals europeus del segle xix a Catalunya, tal com han estudiat Manuel Pérez Nespereria o Jordi Casassas, entre d'altres. La seva riquesa es posa de manifest en el fet que prop d’un 30% dels títols editats anteriorment al 1901 no es troben en cap biblioteca més del país. En realitat, fins a la fundació de la Biblioteca de Catalunya el 1914, la biblioteca de l’Ateneu va dur a terme un paper de suplència davant la inexistència d’una biblioteca nacional i enfront d’una biblioteca universitària que es nodria bàsicament dels fons dels convents desamortitzats. Tanmateix, a partir de la dècada del 1930 ja no va aconseguir reflectir la intensitat de la vida cultural barcelonina i en molts períodes posteriors va manifestar un gran desgast, especialment durant la dictadura franquista. L’entitat i la biblioteca, que havien perdut de manera evident el seu caràcter capdavanter, no es començaren a recuperar tímidament fins ben entrada la dècada del 1970.
Entre 2007 i 2008 es van dur a terme les obres de reforma i adequació funcional dels dipòsits i les sales de la biblioteca, que van rebre els Premis Catalunya Construcció i el Premi FAD 2008 del jurat d’opinió, en la modalitat d’interiorisme. Així mateix, va obrir els seus fons a la consulta per part de qualsevol ciutadà i va engegar projectes de digitalització de les col·leccions patrimonials que van permetre recuperar la seva condició de centre de referència en el camp de les humanitats i treballar de manera cooperada amb la resta de biblioteques del país. El 2007 va signar un acord amb l'empresa Google per a digitalitzar part del seu fons.

## Seccions

### Música

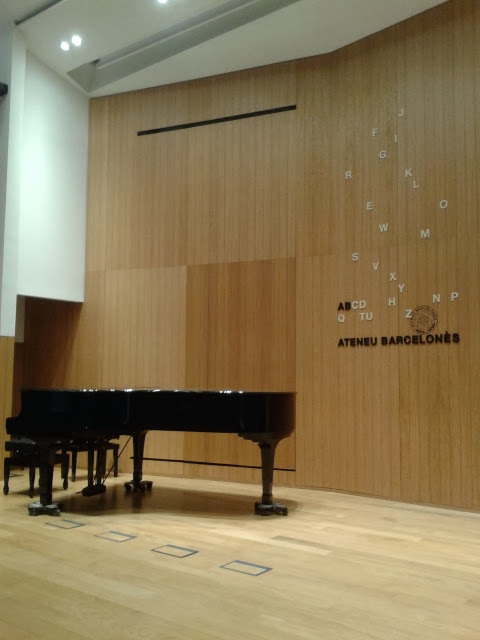
Piano a la sala d'actes de l'Ateneu Barcelonès

L'Ateneu compta amb una secció de música que ha estat molt activa. Molts músics d'anomenada, des de Felip Pedrell als actuals, n'han estat socis. A la seva seu, a més, es fan nombrosos concerts i actuacions i s'hi han estrenat per primer cop algunes de les grans obres de la música catalana. Són habitualment obres per a solistes o petites formacions, que poden fer-se fàcilment en un auditori de dimensions petites, com és el de l'Ateneu.

### Escola d'escriptura
L'Escola d'Escriptura és un centre de formació creativa i d'aprenentatge professional en les arts i els oficis de la paraula, sigui presencialment o per mitjans virtuals.

## Presidents
| Any       | President                                                  |                   |
| --------- | ---------------------------------------------------------- | ----------------- |
| 1860      | Joan Agell                                                 | Ateneo Catalán    |
| 1861      | Pau Milà i Fontanals                                       | Ateneo Catalán    |
| 1862      | Ramon Anglasell                                            | Ateneo Catalán    |
| 1863      | Ramon Ferrer i Garcés                                      | Ateneo Catalán    |
| 1864      | Pau Valls                                                  | Ateneo Catalán    |
| 1865      | Josep Ferrer i Vidal                                       | Ateneo Catalán    |
| 1866      | Joan Agell                                                 | Ateneo Catalán    |
| 1867      | Manuel Duran i Bas                                         | Ateneo Catalán    |
| 1868      | Francesc Barret                                            | Ateneo Catalán    |
| 1869      | Josep de Letamendi                                         | Ateneo Catalán    |
| 1870      | Timoteu Capella                                            | Ateneo Catalán    |
| 1871      | Joaquim Cadafalch                                          | Ateneo Catalán    |
| 1872-1873 | Manuel Duran i Bas                                         | Ateneu Barcelonès |
| 1873-1874 | Melcior Ferrer                                             | Ateneu Barcelonès |
| 1874-1875 | Josep Ferrer i Vidal                                       | Ateneu Barcelonès |
| 1875-1876 | Francesc López Fabra                                       | Ateneu Barcelonès |
| 1876-1877 | Manuel Duran i Bas                                         | Ateneu Barcelonès |
| 1877-1878 | Ignasi M. de Ferran                                        | Ateneu Barcelonès |
| 1878      | Josep Ramon de Luanco                                      | Ateneu Barcelonès |
| 1878      | Joaquim Cadafalch                                          | Ateneu Barcelonès |
| 1878      | Narcís Carbó                                               | Ateneu Barcelonès |
| 1879      | Domènec Valls i Castillo                                   | Ateneu Barcelonès |
| 1879-1880 | Joan Sol i Ortega                                          | Ateneu Barcelonès |
| 1880-1881 | Manuel Angelon                                             | Ateneu Barcelonès |
| 1881-1882 | Bartomeu Robert                                            | Ateneu Barcelonès |
| 1882-1883 | Lluís Góngora                                              | Ateneu Barcelonès |
| 1883-1884 | Manuel Girona                                              | Ateneu Barcelonès |
| 1884-1885 | Lluís Góngora                                              | Ateneu Barcelonès |
| 1885-1886 | Manuel Girona                                              | Ateneu Barcelonès |
| 1886-1887 | Joan Tutau                                                 | Ateneu Barcelonès |
| 1887-1888 | Narcís Carbó                                               | Ateneu Barcelonès |
| 1888-1889 | Josep Coroleu                                              | Ateneu Barcelonès |
| 1889-1890 | Josep Ramon de Luanco                                      | Ateneu Barcelonès |
| 1890-1891 | Frederic Nicolau                                           | Ateneu Barcelonès |
| 1891-1892 | Josep Domènec i Coll                                       | Ateneu Barcelonès |
| 1892-1893 | Josep Yxart i Moragas                                      | Ateneu Barcelonès |
| 1893-1894 | Josep Pella i Forgas                                       | Ateneu Barcelonès |
| 1894-1895 | Josep Mascaró i Capella                                    | Ateneu Barcelonès |
| 1895-1896 | Àngel Guimerà                                              | Ateneu Barcelonès |
| 1896-1897 | Valentí Almirall                                           | Ateneu Barcelonès |
| 1897-1898 | Joan J. Permanyer                                          | Ateneu Barcelonès |
| 1898-1900 | Lluís Domènech i Montaner                                  | Ateneu Barcelonès |
| 1900      | Bartomeu Robert                                            | Ateneu Barcelonès |
| 1901-1902 | Ramon Picó i Campamar                                      | Ateneu Barcelonès |
| 1902-1903 | Raimon d'Abadal i Calderó                                  | Ateneu Barcelonès |
| 1903-1904 | Joan Maragall i Gorina                                     | Ateneu Barcelonès |
| 1904-1906 | Lluís Domènech i Montaner                                  | Ateneu Barcelonès |
| 1906-1907 | Ildefons Suñol i Casanovas                                 | Ateneu Barcelonès |
| 1907-1908 | Joaquim Luhí i Rissech                                     | Ateneu Barcelonès |
| 1908-1910 | Josep M. Roca i Heras                                      | Ateneu Barcelonès |
| 1910-1911 | Lluís Marian Vidal i Carreras                              | Ateneu Barcelonès |
| 1911-1913 | Lluís Domènech i Montaner                                  | Ateneu Barcelonès |
| 1914-1916 | Josep M. Roca i Heras                                      | Ateneu Barcelonès |
| 1917-1919 | Miquel dels Sants Oliver i Tolrà                           | Ateneu Barcelonès |
| 1919-1920 | Francesc Matheu i Fornells                                 | Ateneu Barcelonès |
| 1920-1921 | Antonio Martínez Domingo                                   | Ateneu Barcelonès |
| 1922-1924 | Pere Rahola Molinàs                                        | Ateneu Barcelonès |
| 1924      | Comte de Lavern                                            | Ateneu Barcelonès |
| 1924-1926 | Pompeu Fabra                                               | Ateneu Barcelonès |
| 1926-1928 | Jaume Massó                                                | Ateneu Barcelonès |
| 1928-1930 | Pere Coromines                                             | Ateneu Barcelonès |
| 1930-1932 | Ferran de Sagarra i de Siscar                              | Ateneu Barcelonès |
| 1932-1934 | Lluís Nicolau d'Owler                                      | Ateneu Barcelonès |
| 1934-1936 | Eduard Fontserè i Riva                                     | Ateneu Barcelonès |
| 1936-1937 | Amadeu Hurtado                                             | Ateneu Barcelonès |
| 1936-1939 | Joaquim Borralleras (Delegat del Govern de la Generalitat) | Ateneu Barcelonès |
| 1937-1938 | Josep Pous i Pagès (Associació d'Ateneistes)               | Ateneu Barcelonès |
| 1938-1939 | Josep Andreu i Abelló (Associació d'Ateneistes)            | Ateneu Barcelonès |
| 1939      | Ignasi de Despujols                                        | Ateneu Barcelonès |
| 1939-1952 | Luys Santamarina                                           | Ateneu Barcelonès |
| 1951-1961 | Pedro Gual Villalbí                                        | Ateneu Barcelonès |
| 1962-1971 | Ignasi Agustí                                              | Ateneu Barcelonès |
| 1971-1977 | Andreu Brugués                                             | Ateneu Barcelonès |
| 1977-1985 | Josep Andreu i Abelló                                      | Ateneu Barcelonès |
| 1985-1989 | Jordi Maragall i Noble                                     | Ateneu Barcelonès |
| 1989-1998 | Heribert Barrera                                           | Ateneu Barcelonès |
| 1998-2003 | Jordi Sarsanedas i Vives                                   | Ateneu Barcelonès |
| 2003-2011 | Oriol Bohigas i Guardiola                                  | Ateneu Barcelonès |
| 2011-2014 | Francesc Cabana i Vancells                                 | Ateneu Barcelonès |
| 2014-2021 | Jordi Casassas i Ymbert                                    | Ateneu Barcelonès |
| 2021-     | Isona Passola i Vidal                                      | Ateneu Barcelonès |

(les dates corresponen al curs acadèmic de l'Ateneu. La sessió inaugural tenia lloc habitualment el mes de novembre)

## Galeria

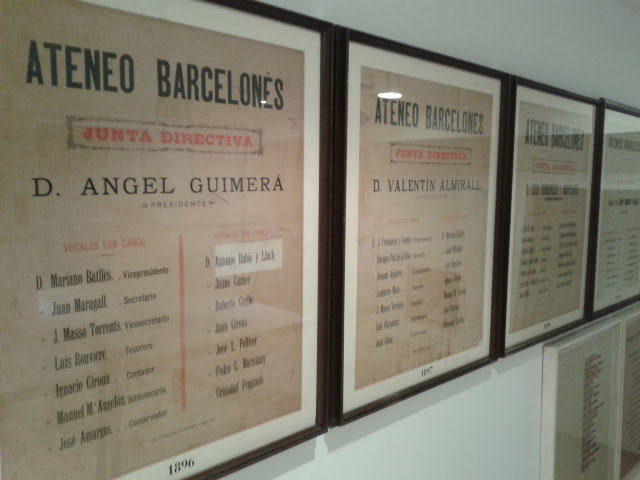
Quadres de Juntes Directives de l'Ateneu Barcelonès.
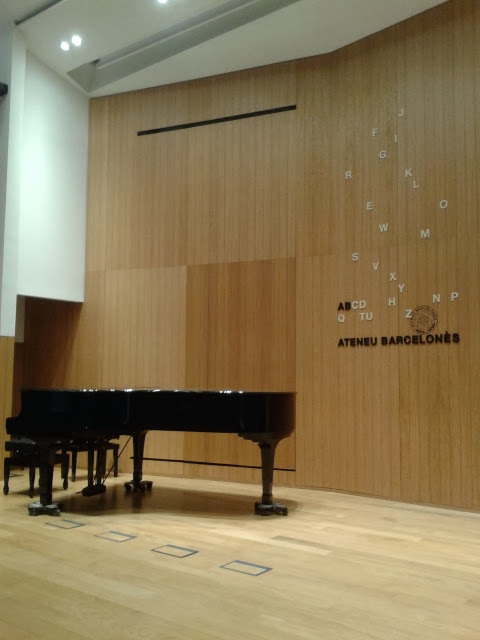
Sala d'actes de l'Ateneu Barcelonès
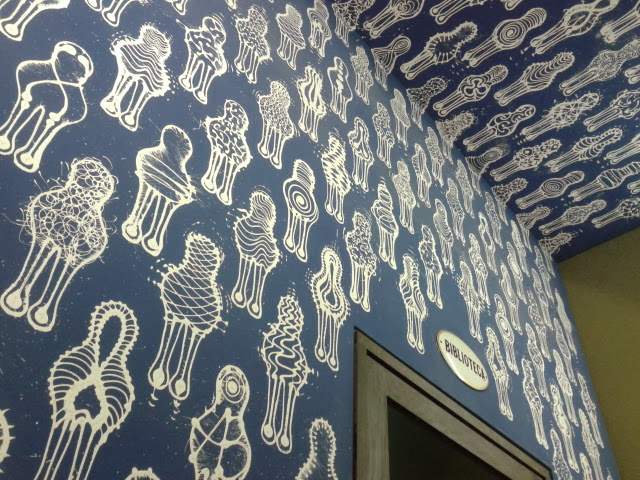
Gravat a l'accés a la biblioteca de l'Ateneu Barcelonès
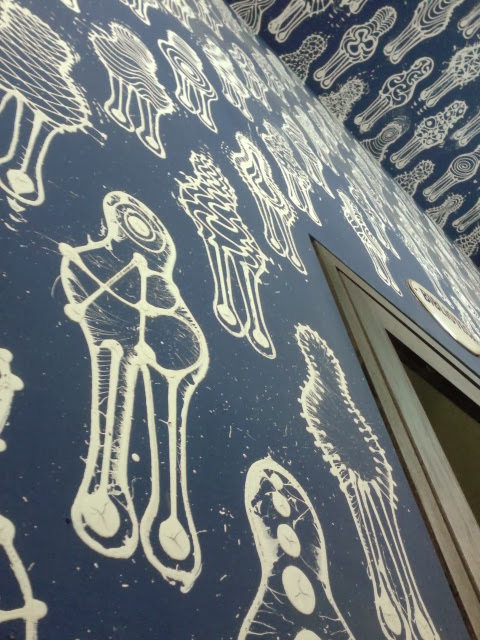
Gravat a l'accés a la biblioteca de l'Ateneu Barcelonès. Detall del personatge amb les inicials de la institució.
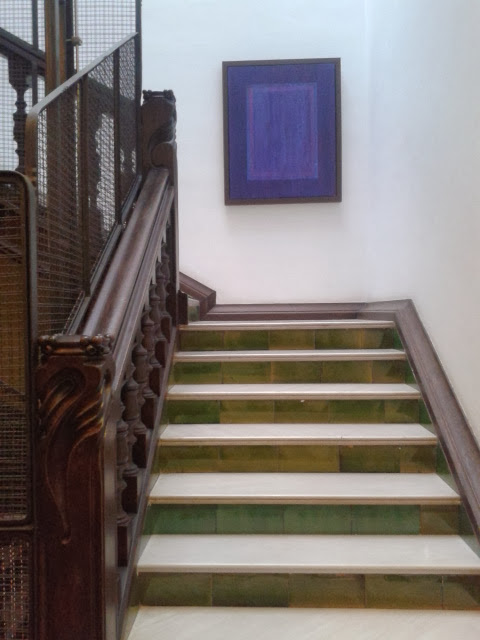
Escala de l'Ateneu Barcelonès.
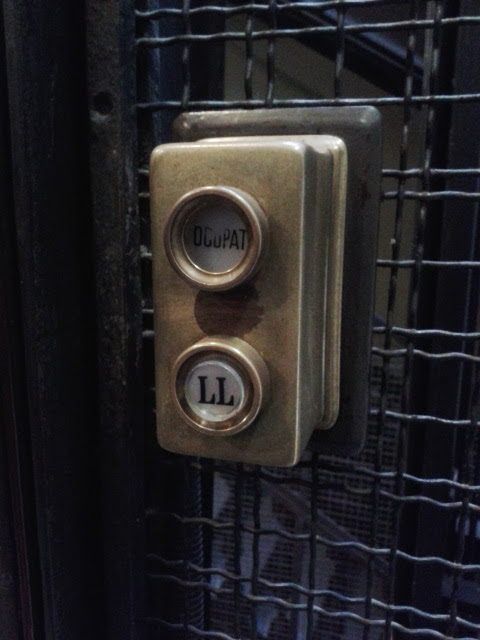
Timbre de l'ascensor de l'Ateneu Barcelonès.